# شعوذة الطاعن اورفن
شعوذة الطاعن اورفن (بالإنجليزية: Sorcerous Stabber Orphen)‏ هي رواية خفيفة يابانية تم تحويلها لمانغا و4 مسلسلات أنمي.